# Ried im Innkreis
Ried im Innkreis là một thị xã ở bang Thượng Áo (Oberösterreich) nước Áo, cự ly khoảng 70 km về phía tây Linz và 60 km về phía bắc Salzburg. Đây là thủ phủ huyện (Bezirk) Ried im Innkreis và là trung tâm hành chính của vùng Innviertel.
Ried im Innkreis nằm ở khu vực có độ cao 433 m trên mực nước biểnl.

## Các khu vực dân cư
- Bad Ried
- Hopfenberg
- Kapuzinerberg
- Kleinried
- Kreuzbergsiedlung
- Lughofergründe
- Riedberg
- Schloßberg
- St. Anna
- Stöcklgras
- Wegleiten

## Các đô thị giáp ranh
Neuhofen im Innkreis, Mehrnbach, Aurolzmünster, Tumeltsham và Hohenzell.

## Cư dân nổi bật
- Hans Blietel.
- Hans Schwabenthaler.
- Thomas Schwanthaler.
- Bonaventura Schwanthaler.
- Emmy Woitsch.
- Daria Karanowicz.
- Ludwig Pasch.
- Anton Zeilinger.
- Sybil Danning.
- Wilhelm Dachauer.
- August Humer.
- Andreas Goldberger.